# SN 2011ka
SN 2011ka – supernowa typu Ia, odkryta 29 grudnia 2011 roku w galaktyce E119-G46. W momencie odkrycia, miała maksymalną jasność 16,1m.